# Marysville (Kansas)
Marysville è un comune degli Stati Uniti d'America, situato nello Stato del Kansas, nella contea di Marshall, della quale è il capoluogo.